# Iris Scholten
Iris Scholten (Nijmegen, 15 november 1999) is een Nederlands volleybalspeelster. Scholten kwam in Nederland uit voor Switch 87, Talentteam Papendal, VV Alterno Apeldoorn en Vocasa Nijmegen. In het buitenland speelde ze voor de Duitse clubs Rote Raben Vilsbiburg, NawaRo Straubing en USC Münster. Na in het seizoen 2023/24 uit te zijn gekomen voor het Chinese Shenzhen Zhongsai komt Scholten sinds 2024 uit voor Trentino Volley.

## Carrière
Scholten begon haar volleybalcarrière bij Switch 87 in Millingen aan de Rijn. Ze speelde ook nog voor Vocasa Nijmegen voordat ze zich aansloot bij Talentteam Papendal. In het seizoen 2017/18 kwam ze uit voor VV Alterno Apeldoorn. Met deze club eindigde ze in 2018 op de tweede plaats van de Nederlandse Eredivisie. Hierna tekende Scholten een contract bij het Duitse Rote Raben Vilsbiburg. In juni 2020 stapte ze over naar competitiegenoot NawaRo Straubing. In 2021 maakte Scholten haar debuut in de Nederlandse volleybalploeg en vond ze in USC Münster haar derde Duitse club. Na hier twee jaar te hebben gevolleybald, verkaste Scholten in 2023 naar China om voor Shenzhen Zhongsai te gaan volleyballen. Na één seizoen keerde ze terug naar Europa om voor Trentino Volley te gaan volleyballen in 2024.

## Awards
Clubverband
- Nederlandse runner-up 1×